# Robert Conrad

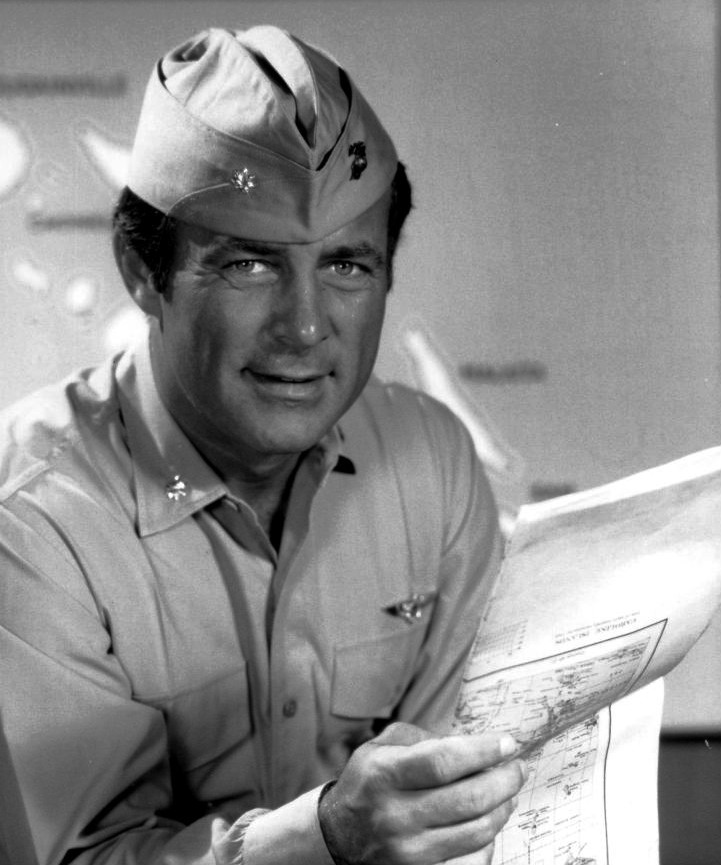
Robert Conrad în 1976

Robert Conrad (nume la naștere Conrad Robert Falk; n. 1 martie 1935, Chicago, Illinois, SUA – d. 8 februarie 2020, Malibu, California, SUA) a fost un actor de film și televiziune, cântăreț, scenarist și cascador american.

## Filmografie
- Goana după cadou (1996)

### TV
- The Wild Wild West (1965)